# Andover (Massachusetts)
Andover es un lugar designado por el censo ubicado en el condado de Essex en el estado estadounidense de Massachusetts. En el Censo de 2010 tenía una población de 8.762 habitantes y una densidad poblacional de 897,83 personas por km².

## Geografía
Según la Oficina del Censo de los Estados Unidos, Andover tiene una superficie total de 9.76 km², de la cual 9.55 km² corresponden a tierra firme y (2.15%) 0.21 km² es agua.

## Demografía
Según el censo de 2010, había 8.762 personas residiendo en Andover. La densidad de población era de 897,83 hab./km². De los 8.762 habitantes, Andover estaba compuesto por el 89.44% blancos, el 1.75% eran afroamericanos, el 0.07% eran amerindios, el 5.11% eran asiáticos, el 0.1% eran isleños del Pacífico, el 1.48% eran de otras razas y el 2.04% pertenecían a dos o más razas. Del total de la población el 4.28% eran hispanos o latinos de cualquier raza.

## Personas notables
- Kara Hayward (n. 1998), actriz